# Жонатас
Жонатас Крістіан де Жезуш (порт.-браз. Jonathas Cristian de Jesus; нар. 6 березня 1989, Бетін, Бразилія) — бразильський футболіст, нападник.
Протягом кар'єри грав у футбол у вищій лізі на батьківщині, а також у Нідерландах, Італії, Іспанії, Росії, Німеччині та Індії. Візначився 21-м голом у 61-му матчі в Ла-Лізі за «Ельче» та «Реал Сосьєдад».

## Клубна кар'єра

### Ранні роки
Вихованець молодіжної академії «Крузейро». У бразильській Серії А дебютував 23 серпня 2006 року в поєдинку «Ботафого» — «Крузейро» (1:0). Загалом у своєму першому сезоні за Лес Ренар провів 6 матчів. Наступного сезону виступав в оренді за представника бразильської Серії B «Іпатінгу» (5 матчів). У 2008 році відправився до «Віла-Нови», проте через велику кількість травмованих у «Крузейро» майже одразу змушений був повернутися до розташування команди, якій належав його контракт.

### АЗ
28 жовтня 2008 року приєднався до переможця нідерландської Ередивізі, АЗ. «Крузейро» оголосив, що АЗ викупив 65% прав гравця за 600 000 євро, а бразильський клуб зберіг решту трансферних прав на футболіста. Під час свого першого сезону в АЗ виступав виключно за молодіжну команду. 
Напередодні старту сезону 2009/10 років переведений до дорослої команди. Дебютував за АЗ 28 жовтня 2009 року в переможному (5:2) виїзному матчі кубку Нідерландів проти «Спакенбурга», в якому майже відразу після виходу на заміну відзначився голом. 21 листопада провів свою першу гру чемпіонаті, на виїзді проти «Роди» та відзначився голом (4:2) у переможному поєдинку, а потім отримав вилучення за те, що вдарив суперника рукою.

### «Брешія»
1 лютого 2011 року знову змінив команду та країну, приєднався до «Брешії», з яким підписав півторарічний контракт за гонорар, який не розголошується, але, за чутками, склала 300 000 євро. З'явився в шести матчах під час свого дебютного сезону, в якому «б'янкоадзуррі» вилетіли з Серії А. Відзначився 16-ма голами в Серії В сезону 2011/12, де став найкращим бомбардиром команди. У липні 2011 року оренду було продовжено на наступний сезон: першим голом за команду відзначився 13 серпня 2011 року в поєдинку Кубку Італії 2011/12 проти «Аквіли»; 27 серпня також відзначився дебютним голом у Серії B в матчі проти «Віченци» (2:0). Першим дублем відзначився 11 лютого 2012 року в матчі «Читтаделла» — «Брешія» (0:2).

### «Пескара»
31 липня 2012 року «Пескара», яка нещодавно вийшла до Серії А, оголосила про підписання контракту з Жонатасом за невідому суму. 26 серпня в програному (0:3) поэдинку проти міланського «Інтера» дебютував за нову команду, а 6 січня наступного року відзначився своїм перший голом у переможному (2:0) матчі проти «Фіорентіни». 16 грудня в матчі на Сан-Сіро проти «Мілана» на 64-й хвилині замінив Анте Вукушича, відзначився автоголом та встановив рахунок 3:1 (підсумковий рахунок — 4:1). 6 січня у переможному (2:0) виїзному матчі проти «Фіорентіни» відзначився своїм першим голом у Серії А за «Пескару».

### Оренда в «Торіно»
31 січня 2013 року відправився в оренду до «Торіно», розраховану до червня (з можливістю викупу). Дебютував у футболці «гранатових» 2 лютого в домашньому матчі проти «Сампдорії» (0:0), в якому вийшов на заміну в другому таймі. 17 березня в переможному (1:0) поєдинку проти «Лаціо» відзначився своїм першим голом за «Торіно». Реалізував пенальті в програному (3:5) домашньому матчі проти «Наполі». Він завершив своє перебування в складі «гранатових», зіграв 11 матчів та відзначився 2-ма голами, допоміг команді залишитися в Серії A. Після закінчення сезону контракт Жонатаса не був викуплений і повенувся в «Пескару».

### Орнеда в «Латину»
29 серпня 2013 року відправився в 1-річну оренду до «Латини». 
Відзначився 15-ма голами у складі «Латини» (однак команда не змогла поборотися за плей-оф за право підвищитися в класі), після чого повернувся до «Пескари».

### «Ельче»
Проте відразу після повернення в «Пескару», пішов в оренду на два сезони до клубу Ла-Ліги «Ельче». Дебютував у вищому дивізіоні іспанського футболу 24 серпня 2014 року, вийшов у стартовому складі програного (0:3) поєдинку проти «Барселони». 
Першим голом у вище вказаному турнірі відзначився 14 вересня 2014 року, в переможному (3:2) матчі проти «Райо Вальєкано». 2 листопада відзначився двома голами за «Ельче» в переможному (2:1) домашньому матчі проти «Еспаньйола», завдяки чому збільшив кількість забитих м'ячів до п’яти.
20 квітня 2015 року, відзначився першим голом у переможному домашньому матчі проти «Реал Сосьєдада», завдяки чому став першим гравцем валенсійців, який відзначився 10-ма голами у Ла-Лізі починаючи з сезону 1977/78 років.

### «Реал Сосьєдад»
27 липня 2015 року перейшов до іншої команди ліги «Реал Сосьєдад», з яким уклав 5-річний контракт. Дебютував за нову команду в нічийному (0:0) поєдинку першого туру чемпіонату проти «Депортіво». У своєму єдиному сезоні на Сан-Себастьяні відзначився 7-ма голами, у тому числі й дублями в переможних матчах проти «Валенсії» (2:0 вдома) та «Еспаньйолом» (5:0, на виїзді) на початку нового року.
18 жовтня 2015 року отримав вилучення наприкінці програного (0:2) матчі проти «Атлетіко» на стадіоні Аноета, приєднавшись до одноклубника Дієго Реєса. Через травми та прекрасну форму іншого нападника «Сосьєдада» Іманоля Агіррече втратив своє місце в стартовому складі. 

### «Рубін» (Казань)

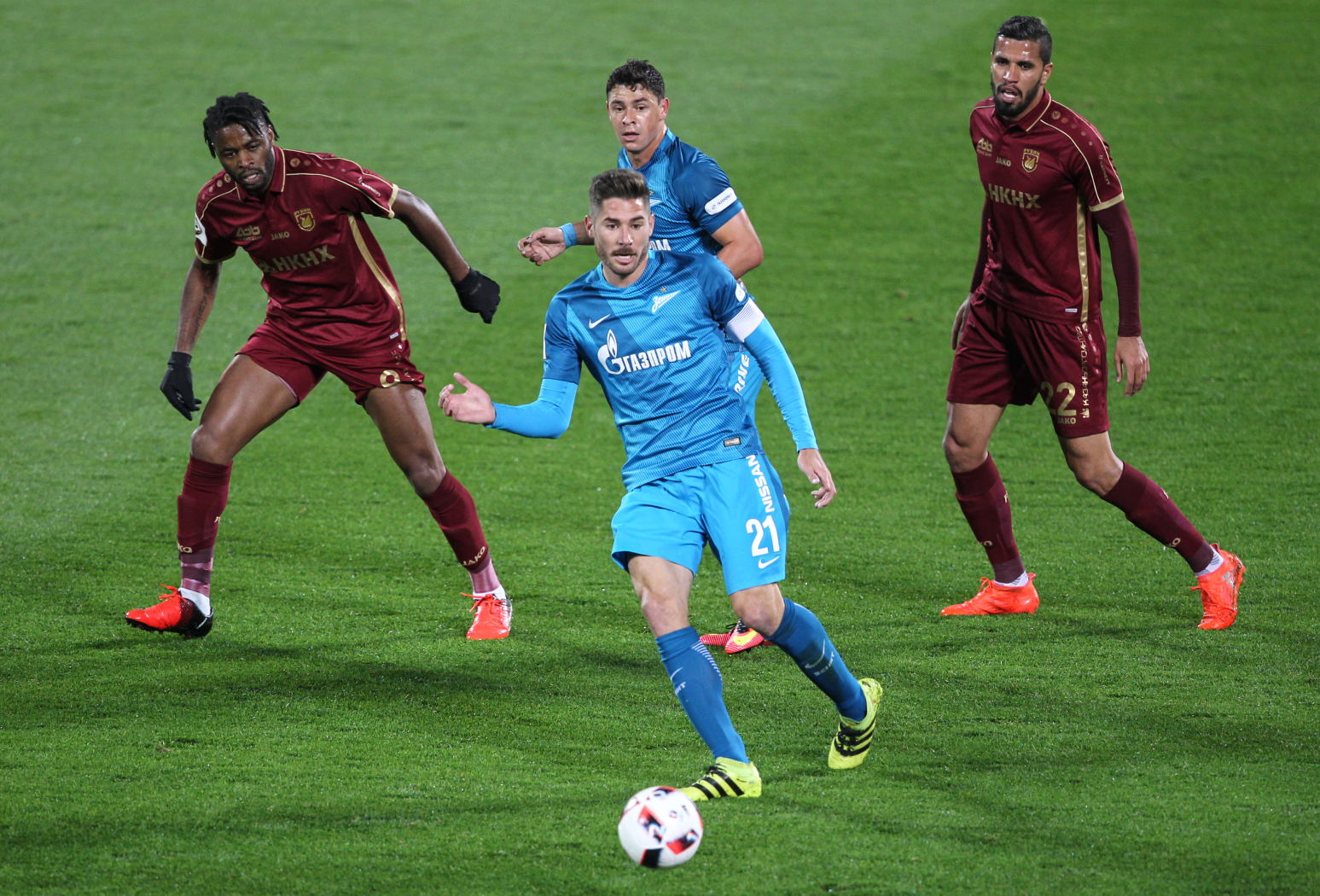
Джонатас (крайній праворуч) під час матчу проти «Зеніту» у вересні 2016 року

29 липня 2016 року казанський «Рубін» домовився з «Реал Сосьєдадом» про трансфер Жонатаса. Повідомляється, що гонорар склав 7 мільйонів євро. Першим голом в офіційних матчах за «Рубін» відзначився 19 вересня 2016 року у виїзному матчі чемпіонату Росії проти «Зеніту» (4:1). Останній матч провів проти «Анжи» (6:0), оформив дубль й після першого тайму пішов із поля. Після завершення матчу головний тренер казанців Бердиєв сказав, що Жонатас вирушає на медобстеження до «Ганновера 96».

### «Ганновер 96»
22 серпня 2017 року підписав 3-річний контракт з німецьким клубом «Ганновер 96». Сума відступних склала рекордні для клубу 9 мільйонів євро. П'ять днів по тому відзначився своїм першим голом у дебютному поєдинку за німецький клуб, приніс домашню перемогу влучним ударом по воротах «Шальке 04». Через різні травми зіграв дванадцять матчів чемпіонату, в яких відзначився 3-ма голами.
29 червня 2018 року підписав однорічну орендну угоду з бразильським клубом «Корінтіанс». Загалом провів дев’ять матчів за клуб, а 22 липня відзначився голом у програному (1:3) виїзному поєдинку проти приципового суперника, земляків із «Сан-Паулу». 15 січня 2019 року «Корінтіанс» розірвав орендну угоду.
4 травня 2019 року вийшов на заміну Гендріку Вейдандту в перерві матчу між одним з аутсайдерів чемпіонату, «Ганновером» та лідера «Баварії». За 10-хвилинне перебування на футбольному полі реалізував пенальті, призначений відеоасистентом арбітра, після чого отримав вилучення за дві жовті картки. Його контракт було розірвано 31 серпня того ж року.

### Повернення до «Ельче»
31 січня 2020 року повернувся до свого колишнього клубу «Ельче», який на той час виступав вже в Сегунда Дивізіоні. 15 березня здав позитивний результат на COVID-19 під час пандемії коронавірусної хвороби в Іспанії.

### «Шарджа»
29 серпня 2020 року «Шарджа» оголосив про підписання бразильця Жонатаса.

### «Одіша»
10 вересня 2021 року, напередодні старту сезону 2021/22 років, підписав 2-річний контракт з представником індійської Суперліги «Одіша». Він дебютував за клуб 24 листопада в переможному (3:1) поєдинку проти «Бенгалуру». За перший рік перебування в Індії відзначився 8-ма голами і зробив 4 результативні передачі.

### «Наутіко»
6 липня 2022 року «Наутіко» оголосив про підписання контракту з нападником, який виступав в індійському чемпіонату.

## Кар'єра в збірній
Грав за молодіжну збірну Бразилії (U-19) на Кубку Сендай 2008, де відзначився 3-ма голами в 3-х зіграних матчів.

## Статистика виступів

### Клубна
Станом на 10 жовтня 2018 року.
| Сезон                       | Команда                     | Чемпіонат                   | Чемпіонат | Чемпіонат | Нац. кубок | Нац. кубок | Нац. кубок | Конт. кубок | Конт. кубок | Конт. кубок | Інші кубки | Інші кубки | Інші кубки | Загалом | Загалом |
| Сезон                       | Команда                     | Змаг.                       | Матчі     | Голи      | Змаг.      | Матчі      | Голи       | Змаг.       | Матчі       | Голи        | Змаг.      | Матчі      | Голи       | Матчі   | Голи    |
| --------------------------- | --------------------------- | --------------------------- | --------- | --------- | ---------- | ---------- | ---------- | ----------- | ----------- | ----------- | ---------- | ---------- | ---------- | ------- | ------- |
| 2006                        | «Крузейро»                  | A+A1/MI                     | 6+0       | 0         | КБ         | 0          | 0          | ПК          | 0           | 0           | -          | -          | -          | 6       | 0       |
| 2007                        | «Іпатінга»                  | B+A1/MI                     | 5+0       | 0         | КБ         | 0          | 0          | -           | -           | -           | -          | -          | -          | 5       | 0       |
| січ.-тр. 2008               | «Віла-Нова»                 | B+A/GO                      | 0         | 0         | КБ         | 0          | 0          | -           | -           | -           | -          | -          | -          | 0       | 0       |
| тр.-жов. 2008               | «Крузейро»                  | A+A1/MI                     | 2+ -      | 0         | КБ         | 0          | 0          | КЛ          | 0           | 0           | -          | -          | -          | 2       | 0       |
| Загалом за «Крузейро»       | Загалом за «Крузейро»       | Загалом за «Крузейро»       | 8         | 0         |            |            |            |             |             |             |            |            |            | 8       | 0       |
| жов. 2008-2009              | АЗ                          | ЕД                          | 0         | 0         | КН         | 0          | 0          | -           | -           | -           | -          | -          | -          | 0       | 0       |
| 2009-2010                   | АЗ                          | ЕД                          | 4         | 1         | КН         | 2          | 1          | ЛЄУ         | 0           | 0           | -          | -          | -          | 6       | 2       |
| 2010-січ. 2011              | АЗ                          | ЕД                          | 11        | 3         | КН         | 1          | 2          | ЛЄУ         | 5           | 0           | -          | -          | -          | 17      | 5       |
| Загалом за АЗ               | Загалом за АЗ               | Загалом за АЗ               | 15        | 4         |            | 3          | 3          |             | 5           | 0           |            |            |            | 23      | 7       |
| січ.-лип. 2011              | «Брешія»                    | A                           | 6         | 0         | КІ         | 0          | 0          | -           | -           | -           | -          | -          | -          | 6       | 0       |
| 2011-2012                   | «Брешія»                    | B                           | 33        | 16        | КІ         | 2          | 2          | -           | -           | -           | -          | -          | -          | 35      | 18      |
| Загалом за «Брешію»         | Загалом за «Брешію»         | Загалом за «Брешію»         | 39        | 16        |            | 2          | 2          |             |             |             |            |            |            | 41      | 18      |
| 2012-січ. 2013              | «Пескара»                   | A                           | 12        | 1         | КІ         | 2          | 0          | -           | -           | -           | -          | -          | -          | 14      | 1       |
| січ.-лип. 2013              | «Торіно»                    | A                           | 11        | 2         | CI         | 0          | 0          | -           | -           | -           | -          | -          | -          | 11      | 2       |
| 2013-2014                   | «Латина»                    | B                           | 33+4      | 14+1      | КІ         | 0          | 0          | -           | -           | -           | -          | -          | -          | 37      | 15      |
| 2014-2015                   | «Ельче»                     | ПД                          | 34        | 14        | КІІ        | 2          | 0          | -           | -           | -           | -          | -          | -          | 36      | 14      |
| 2015-2016                   | «Реал Сосьєдад»             | ПД                          | 27        | 7         | КІ         | 2          | 0          | -           | -           | -           | -          | -          | -          | 29      | 7       |
| 2016-2017                   | «Рубін» (Казань)            | ПЛ                          | 26        | 9         | КР         | 4          | 2          | -           | -           | -           | -          | -          | -          | 30      | 11      |
| сер. 2017                   | «Рубін» (Казань)            | ПЛ                          | 5         | 4         | КР         | 0          | 0          | -           | -           | -           | -          | -          | -          | 5       | 4       |
| Загалом за «Рубін» (Казань) | Загалом за «Рубін» (Казань) | Загалом за «Рубін» (Казань) | 31        | 13        |            | 4          | 2          |             |             |             |            |            |            | 35      | 15      |
| 2017-2018                   | «Ганновер 96»               | БЛ                          | 12        | 3         | КН         | 1          | 0          | -           | -           | -           | -          | -          | -          | 13      | 3       |
| лип.-гр. 2018               | «Корінтіанс»                | A+A1/SP                     | 7+ -      | 1         | КБ         | 0          | 0          | КЛ          | 0           | 0           | -          | -          | -          | 7       | 1       |
| 2021-2022                   | «Одіша»                     | ІСЛ                         | 16        | 7         | -          | -          | -          | -           | -           | -           | -          | -          | -          | 16      | 7       |
| Усього за кар'єру           | Усього за кар'єру           | Усього за кар'єру           | 250+4     | 82+1      |            | 16         | 7          |             | 5           | 0           |            |            |            | 275     | 90      |

## Досягнення
«Крузейро»
- Юнацький кубок Сан-Паулу
  -  Володар (1): 2007

- Чемпіонат Бразилії U-20
  -  Чемпіон (1): 2007

- Ліга Мінейро
  -  Чемпіон (2): 2006, 2008

АЗ
- Ередивізі
  -  Чемпіон (1): 2008/09

- Кубок Йогана Кройфа
  -  Володар (1): 2009